# 508 v. Chr.
Portal Geschichte | Portal Biografien | Aktuelle Ereignisse | Jahreskalender | Tagesartikel

◄ |
7. Jahrhundert v. Chr. |
6. Jahrhundert v. Chr. |
5. Jahrhundert v. Chr. |
►

◄ | 520er v. Chr. | 510er v. Chr. | 500er v. Chr. | 490er v. Chr. |
480er v. Chr. |
►

◄◄ | ◄ | 511 v. Chr. | 510 v. Chr. | 509 v. Chr. | 508 v. Chr. |
507 v. Chr. |
506 v. Chr. |
505 v. Chr. |
► |
►►

## Ereignisse

### Griechenland
In Athen konkurrieren Kleisthenes und Isagoras um politischen Einfluss. Isagoras gelingt es zum Archon eponymos gewählt zu werden, Kleisthenes beginnt daraufhin mit Unterstützung der Volksversammlung ein Reformprogramm, das auf die Isonomie der attischen Bürger abzielt. Um diesen Wandel zu verhindern, ruft Isagoras die Spartaner unter König Kleomenes I. zu Hilfe, der nun von den Athenern die Verbannung des Kleisthenes und einiger seiner Anhänger fordert. Kleisthenes geht ins Exil; Kleomenes erscheint mit einem Heer in Athen, vertreibt 700 Familien und setzt einen Rat mit 300 Anhängern des Isagoras ein. Dies stößt auf massiven Widerstand der Bevölkerung, Isagoras, dessen Anhänger und die Spartaner ziehen sich auf die Akropolis zurück und werden von den übrigen Athenern belagert, darauf verlassen die Spartaner und Isagoras Attika, Kleisthenes und die 700 verbannten Familien werden zurückgerufen, Kleisthenes wird offenbar für den Rest des Archontenamtsjahres (das bis in den Sommer 507 v. Chr. hineinreicht) als Ersatzmann bestellt.

### Italienische Halbinsel

Legendäre Belagerung Roms 508 v. Chr.

Nach dem Sturz des römisch-etruskischen Königs Lucius Tarquinius Superbus im Vorjahr rückt der Überlieferung nach Lars Porsenna, der König des etruskischen Clusium, auf Rom vor und belagert die Stadt, um den Thron für den Vertriebenen zurückzugewinnen. Ob Porsenna die Stadt einnehmen kann, wird in den Quellen nicht deutlich. Zum einen schildern Livius und Dionysios, dass Porsenna die Belagerung auf Grund der Einsatzbereitschaft der römischen Jugend abbrechen muss. Auf der anderen Seite finden sich bei Livius (und anderen antiken Autoren) Textstellen, die für eine erfolgreiche Einnahme sprechen. So sollen die Römer dem etruskischen Heer Geiseln gestellt haben. 
Publius Valerius Poplicola und Titus Lucretius Tricipitinus sind der Überlieferung nach Konsuln der Römischen Republik. Poplicola hat bereits im Vorjahr das Amt als Suffektkonsul ausgefüllt.

### Mittelmeer
Um 508/507 wird zwischen Rom und Karthago der erste karthagisch-römische Vertrag über die Einflusssphären der beiden aufstrebenden Mittelmeermächte geschlossen. Das Interesse Karthagos gilt hierbei vorwiegend einer genauen Regelung des Handelsverkehrs und der Schifffahrt an der nordafrikanischen Küste. Dagegen zielt Rom auf die Anerkennung seiner Expansion in Latium ab.